# La Maja vêtue
La Maja vêtue (La Maja vestida) est une des œuvres les plus connues du peintre espagnol Francisco de Goya. Réalisée à l'huile vers 1800-1803, elle mesure 95 × 188 cm. Elle est conservée à Madrid au musée du Prado depuis 1910, après avoir été exposée longtemps à l'Académie royale des beaux-arts de San Fernando.

## Histoire
À l'origine, cette peinture et sa variante, La Maja nue, étaient appelées « Gitanes » et non pas « Majas ». C'est sous ce nom qu'elles apparaissent dans l'inventaire des biens de Manuel Godoy, qui a été leur premier propriétaire. On suppose qu'elles étaient placées l'une sur l'autre, La Maja vêtue sur La Maja nue, afin de surprendre le public des courtisans.

## Analyse du tableau

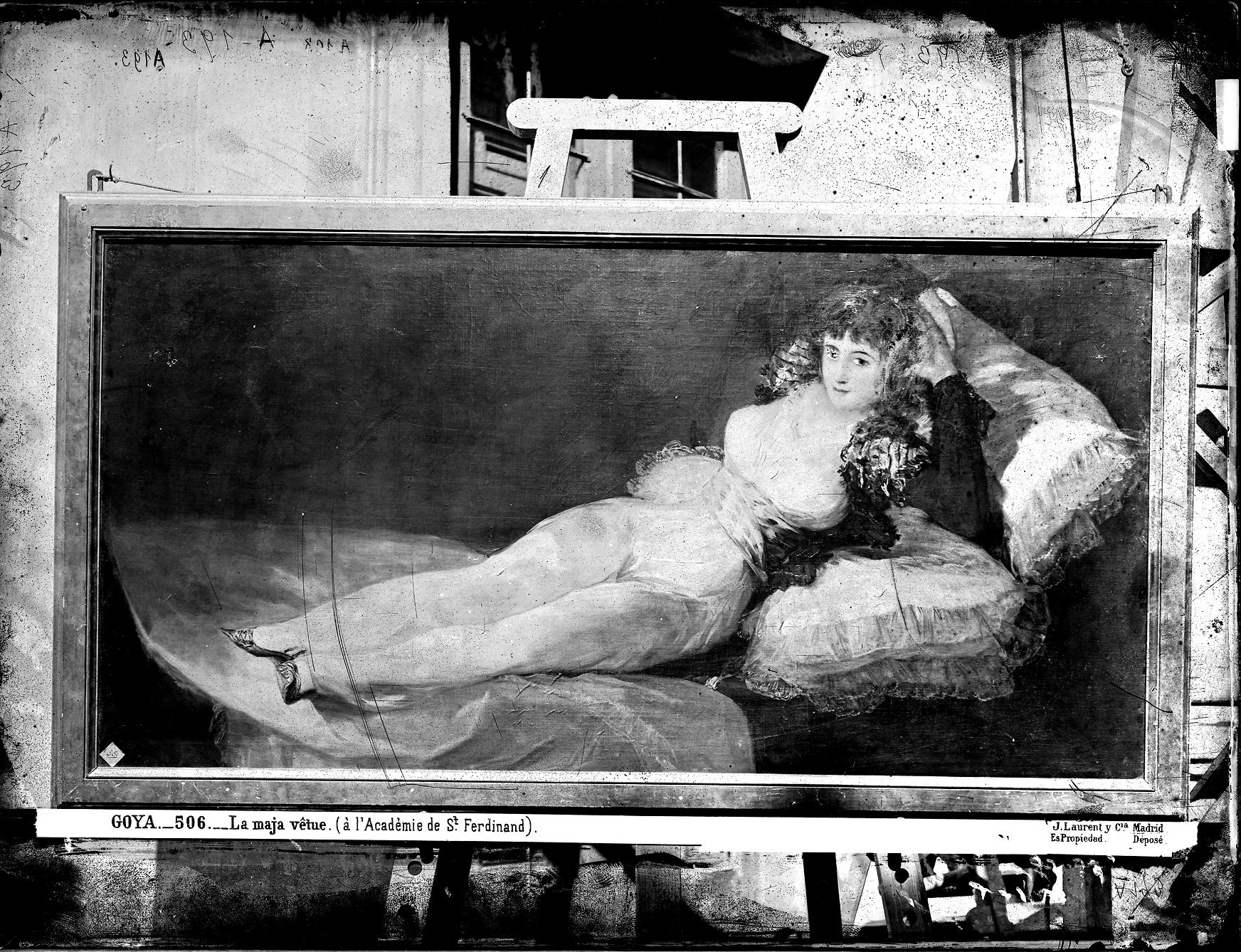
La maja vêtue photographiée au soleil par Juan Laurent vers 1868.

La façon dont le costume blanc de cette Maja entoure le personnage, en particulier le sexe et les seins, fait qu'elle a l'air plus nue que l'autre. Une ceinture rose se détache, nouée autour de la taille. La note de couleur du tableau est apportée par le boléro, semblable à celui des toreros, dont les manches orangées se terminent par des poignets garnis de dentelle noire. Elle porte de petites chaussures dorées.
Goya l'a peinte à coups de pinceaux vifs, pâteux et très libres, contrairement à la Maja nue, dans laquelle le peintre s'est montré plus soigneux dans le traitement de la carnation et des ombres. Le personnage de la Maja est baigné d'une lumière qui met en valeur les différentes textures.
C'est la même femme qui dans les deux cas a été peinte, étendue sur un lit et regardant directement celui qui l'observe. On a supposé que la personne représentée était la duchesse d'Albe, puisqu'à la mort de cette dernière, en 1802, tous ses tableaux passèrent en propriété à Godoy, dont on sait que les deux Majas lui ont appartenu, de la même façon que ce qui s'est passé pour la Vénus à son miroir de Velázquez. Malgré tout, il n'existe aucune preuve décisive que ce visage aurait appartenu à la duchesse, ni que La Maja nue n'aurait pu parvenir à Godoy d'une autre façon, par exemple par une commande directe qu'aurait faite Goya. Pour de nombreux historiens, d'ailleurs, il s'agirait plutôt de Pepita Tudó, maîtresse du premier ministre Manuel Godoy et peinte pour son cabinet secret.
On s'est également interrogé sur l'objet rougeâtre qu'on aperçoit sous les coussins, certains ont pensé qu'il s'agissait du manche d'une dague ou d'un poignard, ce qui accentuerait les connotations romanesques et érotiques du portrait. Selon d'autres sources ce serait un éventail fermé.